# Доньё, Годсвей
Годсвей Доньё (англ. Godsway Donyoh; 14 октября 1994 года, Аккра, Гана) — ганский футболист, нападающий клуба «Аполлон (Лимасол)».

## Клубная карьера
Доньё — воспитанник известной африканской академии «Право на мечту». После окончания академии был приобретён английским клубом «Манчестер Сити», но сразу был отправлен в аренду в шведский клуб «Юргорден». 18 апреля 2013 года дебютировал за новую команду, в матче против клуба «Броммапойкарна» вышел в конце матча. 5 августа 2013 года забил первый гол в матче против клуба «Хельсингборг».
14 января 2014 года отправился в аренду в другой шведский клуб «Фалькенберг». 30 марта 2014 года дебютировал за новую команду, в матче против клуба «Мальмё» вышел в стартовом составе, но был заменён в конце матча. 12 мая 2014 года забил первый гол в матче против своего бывшего клуба «Юргорден».

## Статистика
| Сезон           | Клуб                 | Дивизион        | Лига  | Лига | Кубок | Кубок | Континентальные | Континентальные | Всего | Всего |
| Сезон           | Клуб                 | Дивизион        | Матчи | Голы | Матчи | Голы  | Матчи           | Голы            | Матчи | Голы  |
| --------------- | -------------------- | --------------- | ----- | ---- | ----- | ----- | --------------- | --------------- | ----- | ----- |
| 2013            | Юргорден (аренда)    | Аллсвенскан     | 20    | 2    | 3     | 0     | 0               | 0               | 23    | 2     |
| 2014            | Фалькенберг (аренда) | Аллсвенскан     | 16    | 4    | 1     | 0     | 0               | 0               | 17    | 4     |
| 2015            | Фалькенберг (аренда) | Аллсвенскан     | 13    | 2    | 1     | 0     | 0               | 0               | 14    | 2     |
| Всего в карьере | Всего в карьере      | Всего в карьере | 49    | 8    | 5     | 0     | 0               | 0               | 54    | 8     |